# Okręg Florac
Okręg Florac (fr. Arrondissement de Florac) – okręg w południowej Francji. Populacja wynosi 13 tysięcy.

## Podział administracyjny
W skład okręgu wchodzą następujące kantony:
- Barre-des-Cévennes,
- Florac,
- Massegros,
- Meyrueis,
- Pont-de-Montvert,
- Saint-Germain-de-Calberte,
- Sainte-Enimie.